# Amiopsis
Amiopsis è un genere di pesci ossei estinto, appartenente agli amiiformi. Visse tra il Giurassico superiore e il Cretaceo inferiore (Kimmeridgiano - Barremiano, circa 150 - 125 milioni di anni fa) e i suoi resti fossili sono stati ritrovati in Europa.

## Descrizione
Questo pesce possedeva un corpo piuttosto allungato ma robusto, terminante in una coda non divisa in lobi (omocerca), sostenuta da raggi cher la facevano assomigliare vagamente a una scopa. Le scaglie che ricoprivano il corpo erano ancora robuste e di tipo ganoide, ma erano piuttosto ridotte, ed era già presente una spina dorsale completamente ossificata. Rispetto ad altre forme simili come Solnhofenamia, il corpo di Amiopsis era leggermente più compatto (simile a quello dell'attuale Amia calva) e la pinna dorsale era più corta e alta, di forma squadrata. Solitamente, le varie specie di Amiopsis non superavano i 30 centimetri di lunghezza. Il cranio era dotato di lunghi denti aguzzi e robusti, leggermente ricurvi all'indietro; in alcune forme i denti erano appiattiti lateralmente e carenati.
Amiopsis si differenzia dalle altre forme simili (appartenenti alla famiglia Amiidae) per la presenza di varie caratteristiche allo stato adulto: la maggior parte dei centri vertebrali hanno ciascuno tre o più profonde fosse ovali laterali (negli altri amiidi i centri sono lisci lateralmente), un carattere probabilmente primitivo; ci sono più supraneurali (il numero varia da 15 a 21) rispetto alle altre specie di amiidi (da 6 a 14 nelle varie specie); gli individui di grandi dimensioni hanno meno raggi segmentati della pinna dorsale (14-19) dei grandi individui delle altre specie (tranne che in Calamopleurus); il rapporto della lunghezza predorsale rispetto alla lunghezza standard è maggiore che in qualsiasi altro amiide (Dalla Vecchia, 2008). 

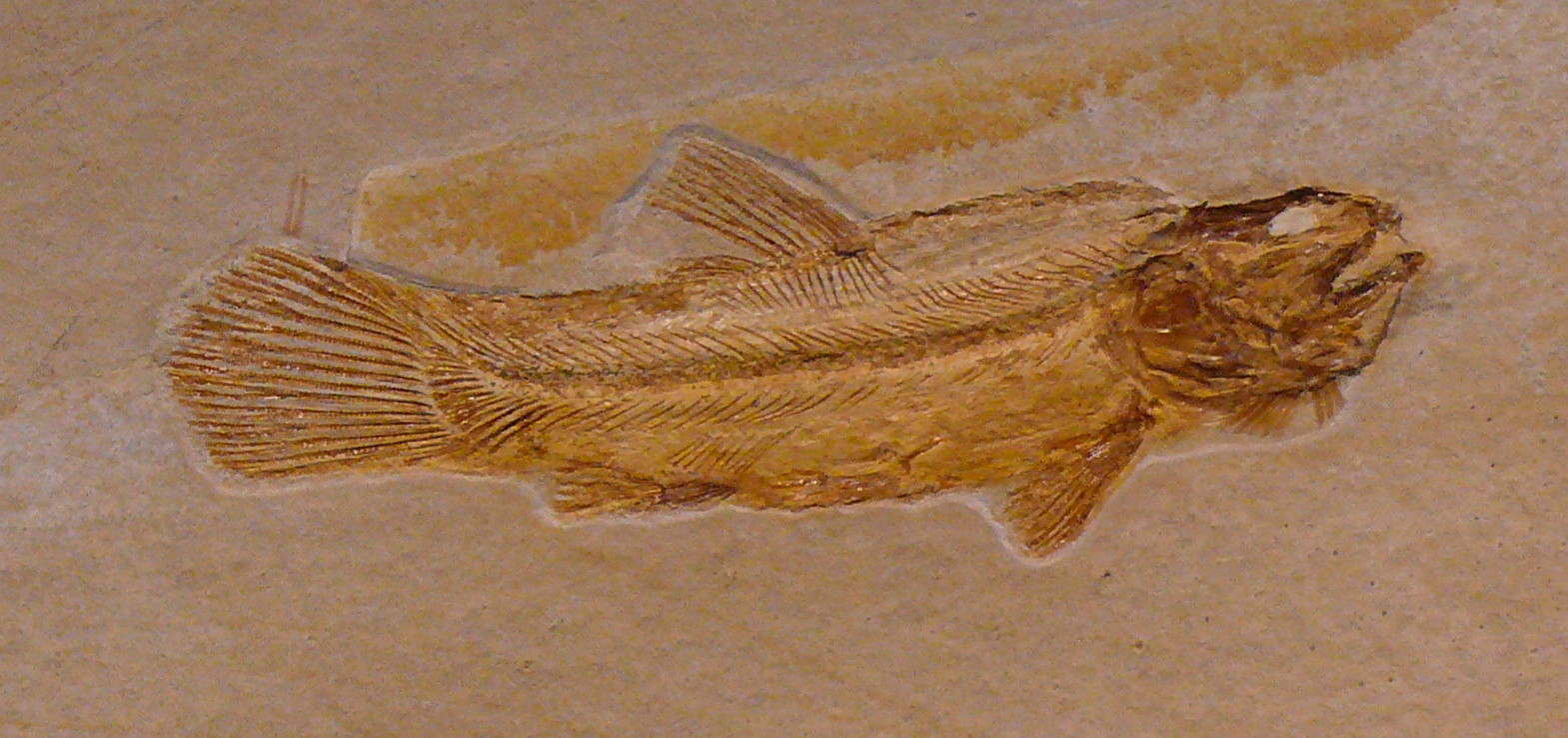
Fossile di Amiopsis lepidota proveniente da Solnhofen

## Classificazione
Amiopsis venne descritto per la prima volta nel 1863 da Kner, sulla base di fossili ritrovati a metà del XIX secolo in una cava di pietra aperta nei calcari neri del Cretaceo che affioravano nella località di Mrzlek, nei pressi di Solkan nella valle del fiume Isonzo vicino a Gorizia, ora in territorio sloveno (Kner, 1863). Amiopsis presenta numerose caratteristiche simili a quelle dell'attuale Amia calva, l'unico rappresentante vivente del gruppo degli amiiformi, tuttavia altre caratteristiche (ad esempio la struttura dei centri vertebrali) indicano che faceva parte di un ceppo più primitivo rispetto a quello di Amia.
Al genere Amiopsis sono state ascritte cinque specie: la specie tipo Amiopsis prisca (Barremiano, Slovenia e Italia), A. lepidota (Kimmeridgiano-Titoniano, Baviera), A. woodwardi (Berriasiano o Valanginiano, Spagna), A. damoni (Titoniano-Berriasiano, Inghilterra), A. dolloi (Berriasiano-Barremiano, Belgio). Alcuni studi (Grande e Bemis, 1998) ipotizzano che questo genere non sia monofiletico, ma comprenda una serie di specie via via più evolute poste alla base della famiglia Amiidae.

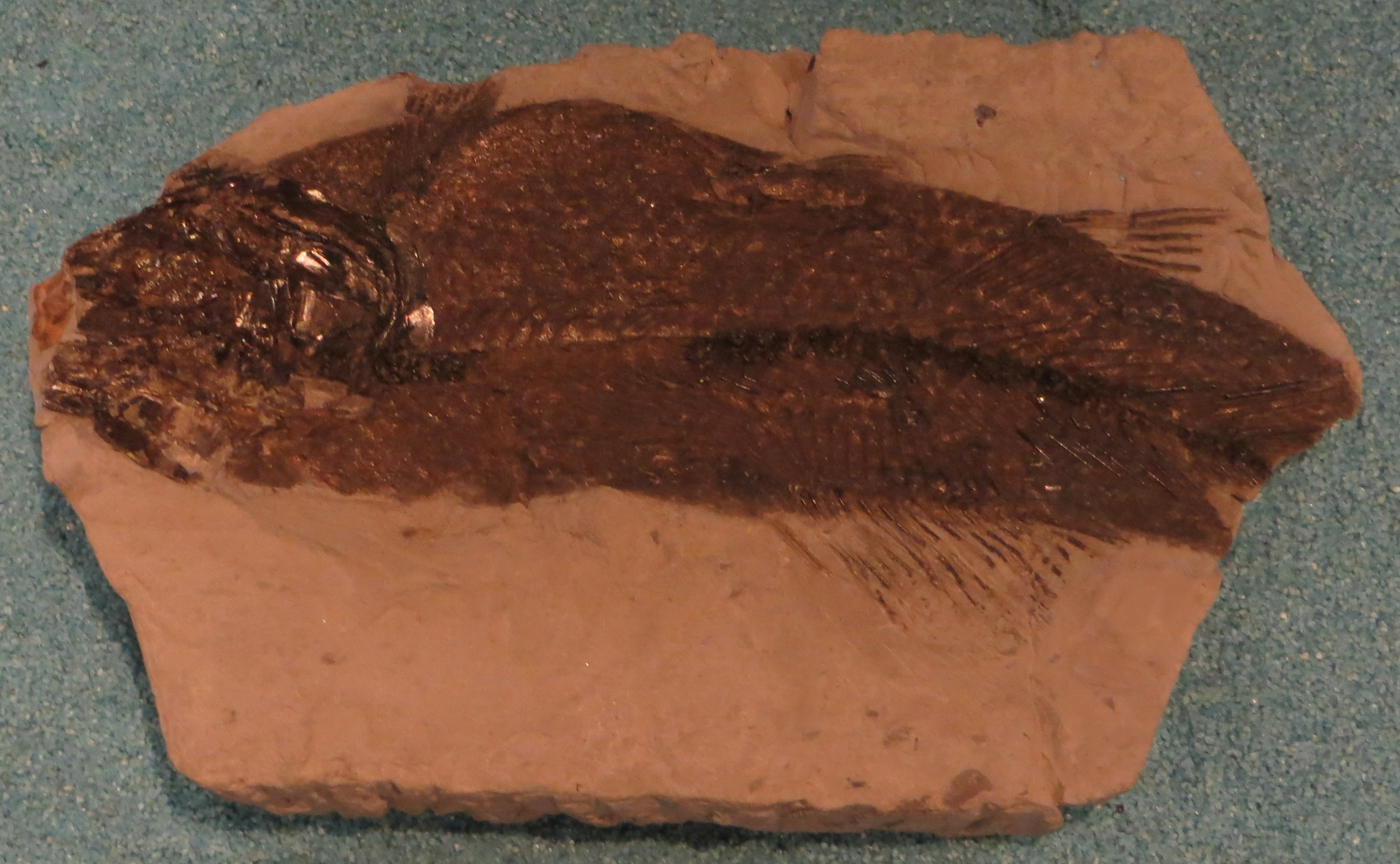
Fossile di Amiopsis dolloi proveniente da Bernissart

## Paleobiologia
Amiopsis era un predatore che viveva in ambienti di laguna e marini di acque poco profonde, anche se sono stati ritrovati esemplari in ambienti lacustri (Amiopsis dolloi).

## Galleria d'immagini

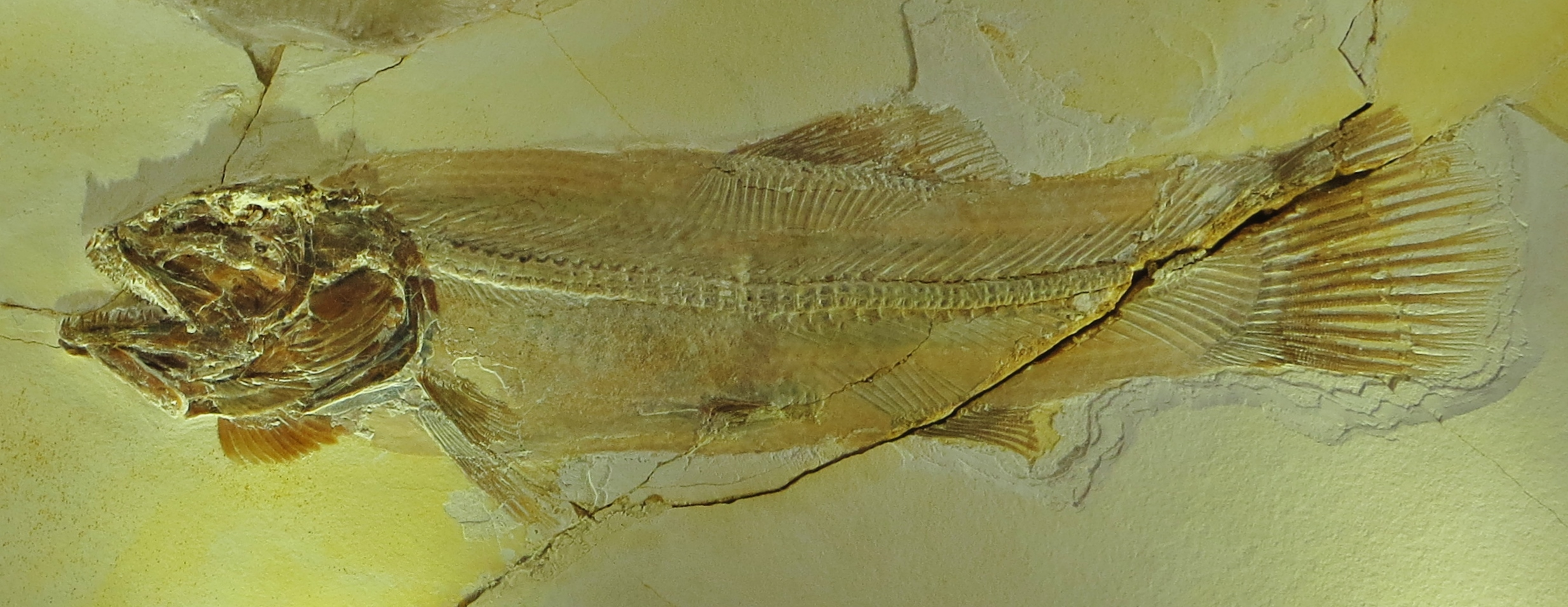
Fossile di Amiopsis lepidota
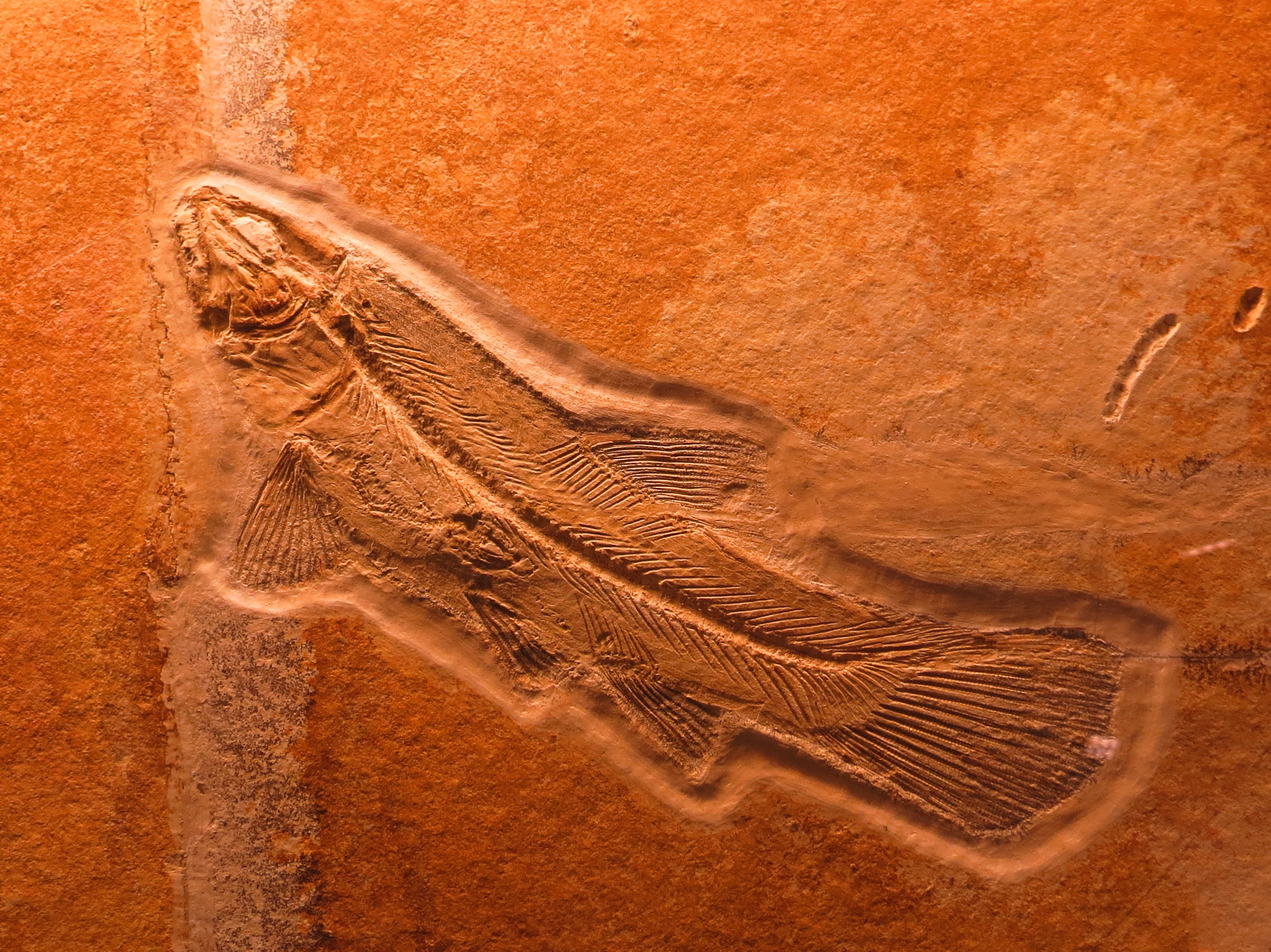
Fossile di Amiopsis lepidota
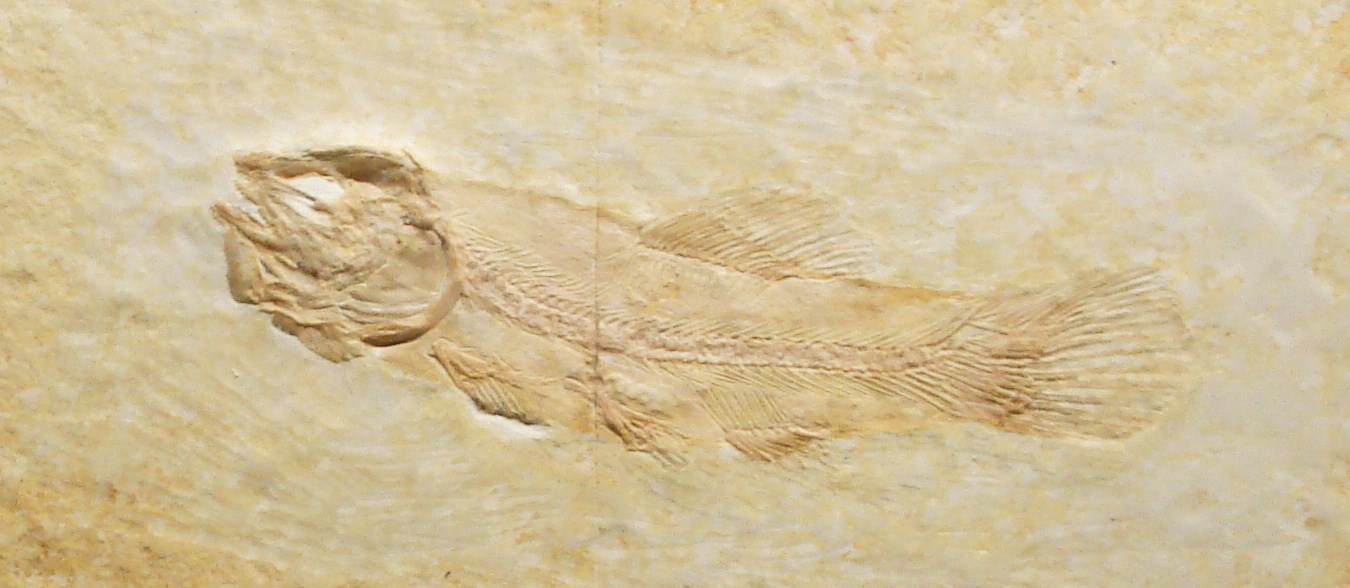
Fossile di Amiopsis lepidota
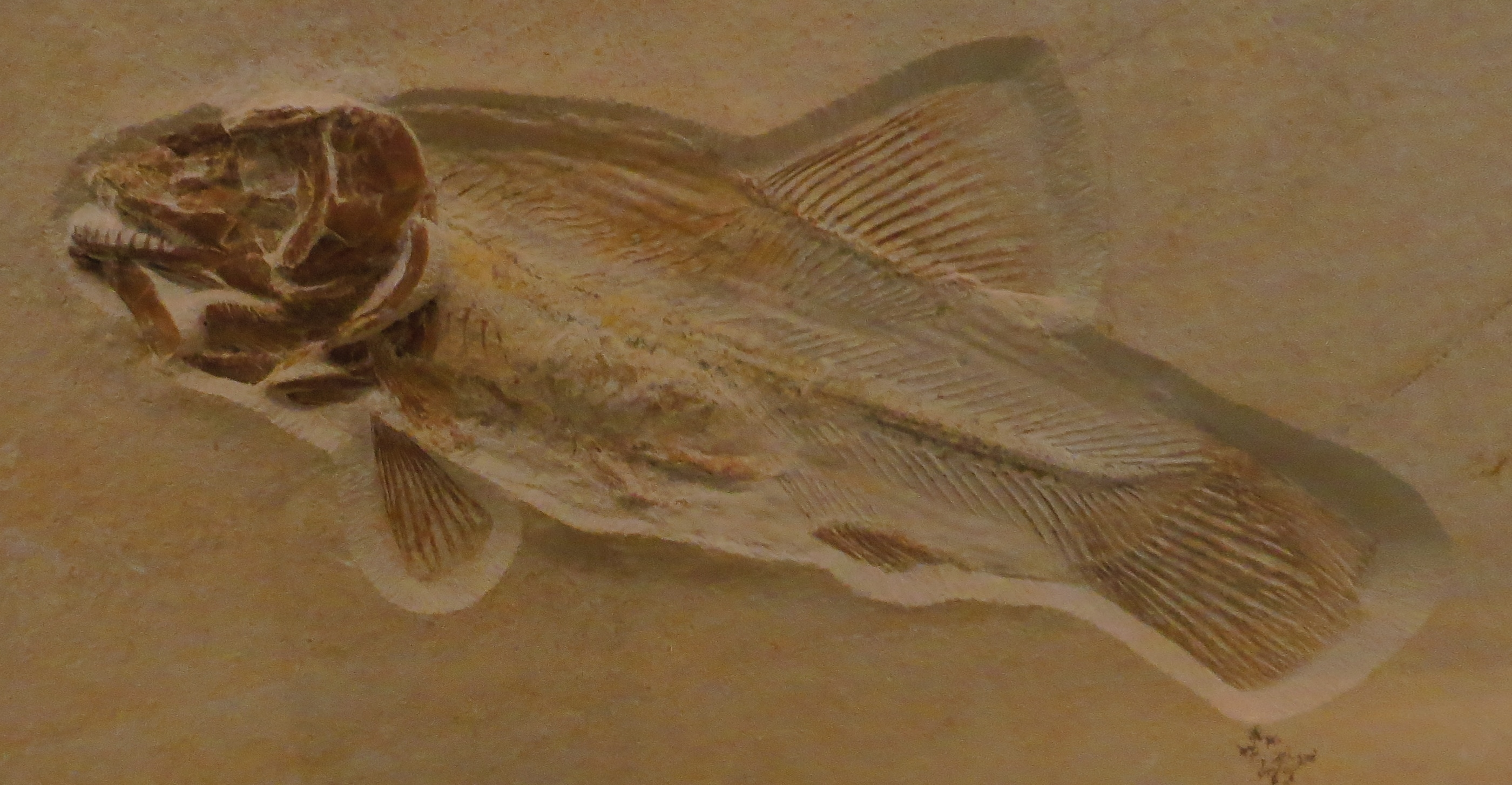
Fossile di Amiopsis lepidota
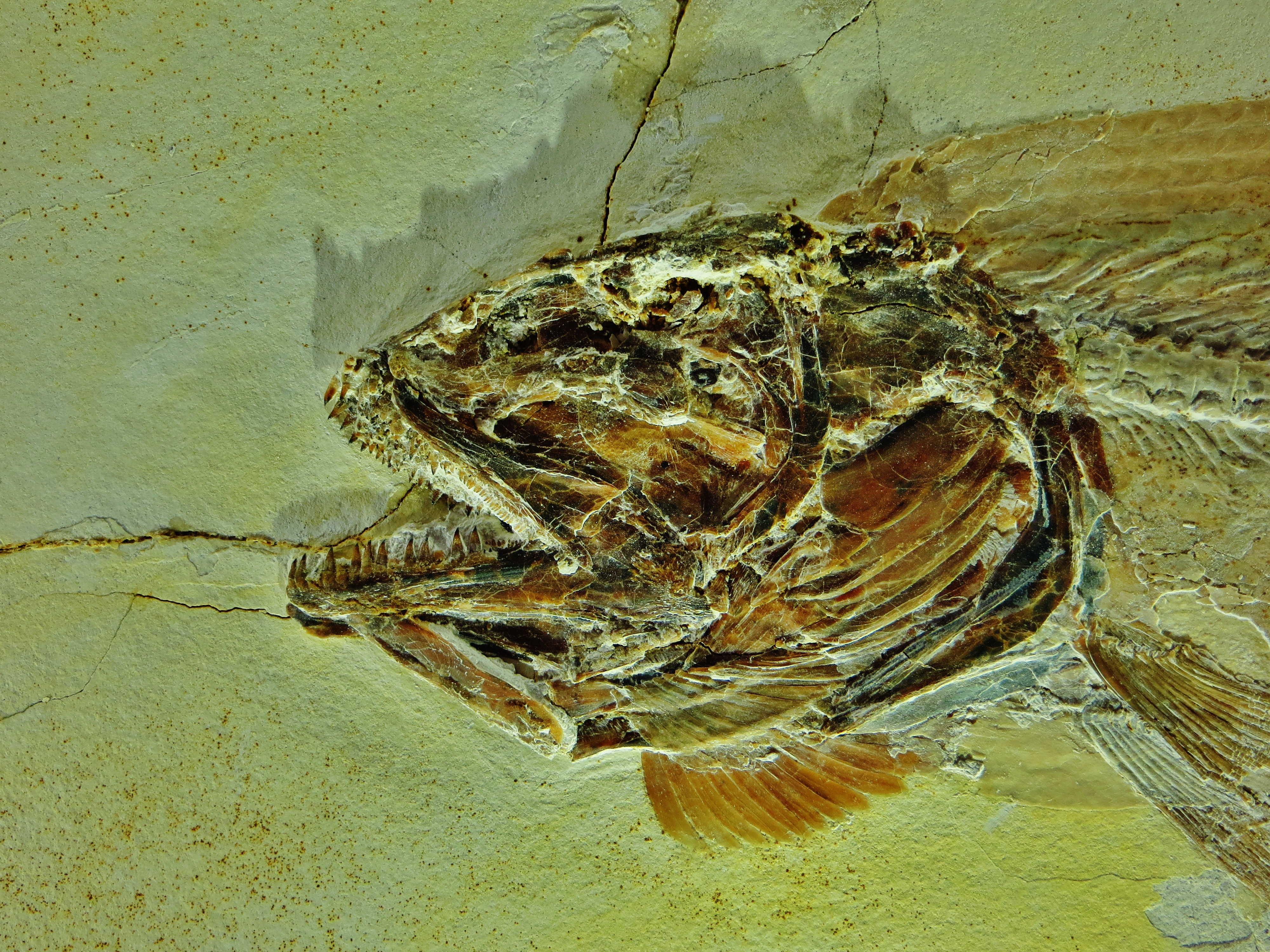
Fossile del cranio di Amiopsis lepidota
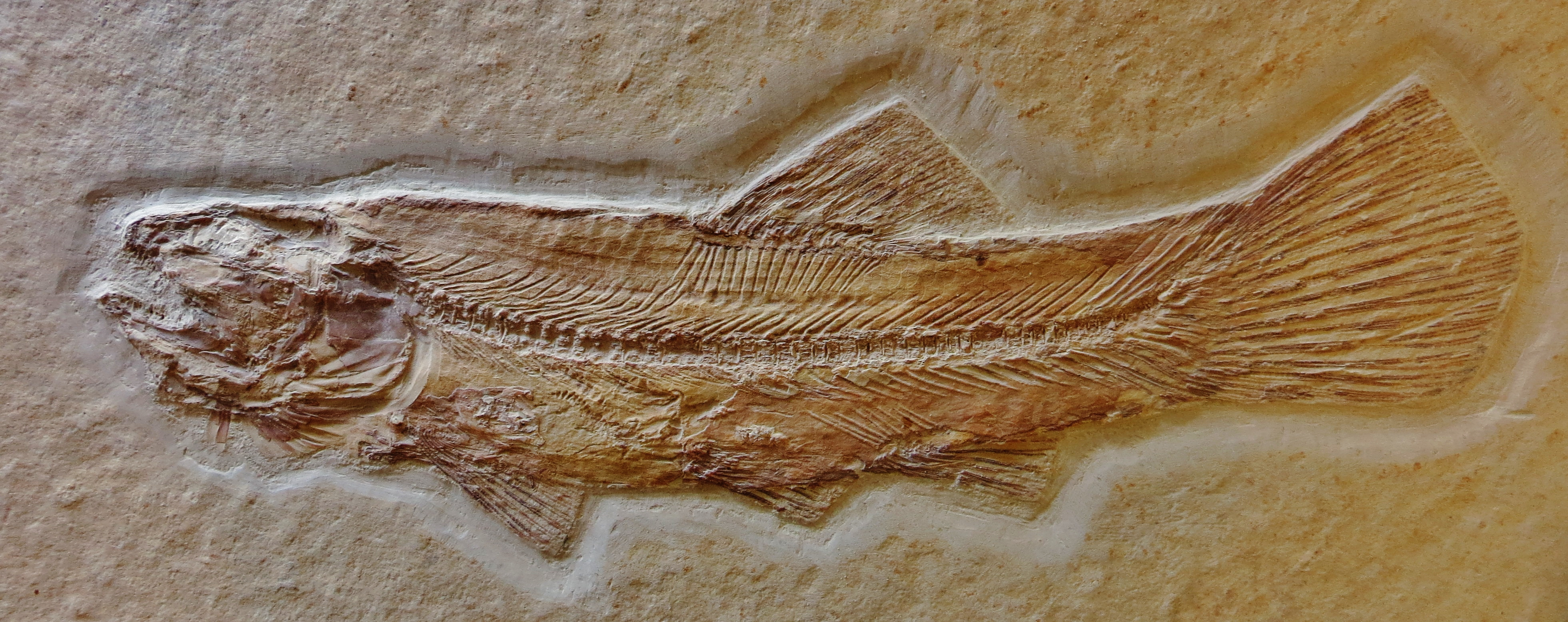
Fossile di Urocles brevicostatus (=Amiopsis lepidota)